# Cette sacrée jeunesse

Cette sacrée jeunesse est une comédie britannique de 1950 réalisé par Frank Launder, basé sur la pièce de 1947 du même nom de John Dighton. Les deux hommes ont également écrit le scénario. Il fait partie d'une grande collection de comédies britanniques produites par Frank Launder et Sidney Gilliat pour British Lion Film Corporation. Le film a été réalisé sur place à Liss et aux Riverside Studios, à Londres. À plusieurs égards, y compris en termes de casting, c'est un précurseur des films de Les Belles de Saint-Trinian. 